# Pocatello
Pocatello je město ve Spojených státech amerických. Nachází se v okrese Bannock County, jehož je zároveň správním městem, ve státě Idaho. Ve městě žije přibližně 56 tisíc obyvatel a jeho rozloha činí 83,9 km². Je šestým nejlidnatějším městem v Idahu. Leží v nadmořské výšce 1 360 m n. m. na řece Portneuf. Město bylo založeno roku 1889 a prochází jím silnice Interstate 86. Část města leží v Indiánské rezervaci Fort Hall. Ve městě se nachází Idaho State University, pobočku zde mají Amy's Kitchen a onsemi a leží zde také Regionální letiště Pocatello.

## Rodáci
- Kayla Barronová (* 1987) – americká astronautka

## Partnerská města
- Ali Sabieh, Džibutsko
- Iwamizawa, Japonsko